# Académie américaine des arts et des lettres
L'Académie américaine des arts et des lettres (en anglais : The American Academy of Arts and Letters) est une organisation littéraire et artistique américaine fondée en 1977 par la fusion du National Institute of Arts and Letters  et de  American Academy of Arts and Letters. L'Académie est composée de 250 membres issus du monde littéraire, musical et des arts plastiques. Sa mission est la promotion de l'excellence dans la littérature, la musique et les arts plastiques aux États-Unis. Chaque année, elle remet des prix pour récompenser des artistes.

## Histoire
L'Académie commence avec la création du National Institute of Arts and Letters fondé en 1898, elle est une scission de l'American Social Science Association (en), sa première session se tient en février 1899, elle comprend 250 membres, des architectes, des artistes, des écrivains et des compositeurs.
En 1913, le président William Howard Taft signe une loi du Congrès autorisant l'installation du siège de l'Institut dans le District de Columbia.
En 1904, l'Institut crée l'Académie américaine des arts et des lettres, qui s'inspire de l'Académie française. Les sept premiers membres de l'Académie sont William Dean Howells, Augustus Saint-Gaudens,Edmund Clarence Stedman (en), John La Farge, Mark Twain, John Hay et Edward MacDowell. Ces sept ont ensuite élu huit autres membres pour atteindre un effectif cinquante membres. Pour être membre de l'Académie, il fallait déjà être membre de l'Institut. Ce système d'adhésion s'est poursuivi jusqu'en 1993, date à laquelle l'Institut s'est dissous et ses 250 membres ont rejoint l'Académie américaine des arts et des lettres.
L'institution se trouve située au 633 West 155th Street, en bordure des quartiers de Harlem et de Washington Heights à New York.

### Articles
- (en-US) C.K, « The American Academy of Arts and Letters and the Classics », The Classical Weekly, Vol. 12, No. 10,‎ janvier 1919, p. 80 (1 page) (lire en ligne),
- (en-US) « The American Academy of Arts and Letters », The American Magazine of Art, Vol. 14, No. 3,‎ mars 1923, p. 51-152 (2 pages) (lire en ligne),
- (en-US) « The American Academy of Arts and Letters Celebrates 25th Anniversary », The American Magazine of Art, Vol. 20, No. 6,‎ juin 1929, p. 350-351 (2 pages) (lire en ligne),
- (en-US) Vincent L. Eaton, « The American Academy of Arts and Letters Collection », Quarterly Journal of Current Acquisitions, Vol. 10, No. 4,‎ août 1953, p. 190-193 (4 pages) (lire en ligne),
- (en-US) Charles A. Fenton, « The Founding of the National Institute of Arts and Letters in 1898 », The New England Quarterly, Vol. 32, No. 4,‎ décembre 1959, p. 435-454 (20 pages) (lire en ligne),
- (en-US) Charles A. Fenton, « The Foundation of the American Academy of Arts and Letters », Texas Studies in Literature and Language, Vol. 2, No. 4,‎ 1961, p. 481-491 (11 pages) (lire en ligne),
- (en-US) George Monteiro, « Henry James and the American Academy of Arts and Letters », The New England Quarterly, Vol. 36, No. 1,‎ mars 1963, p. 82-84 (3 pages) (lire en ligne),
- (en-US) « Black Members of the American Academy of Arts and Letters », The Journal of Blacks in Higher Education, No. 15,‎ 1997, p. 59 (1 page) (lire en ligne),
- (en-US) « Black Members of the American Academy of Arts and Letters », The Journal of Blacks in Higher Education, No. 3,‎ 2003, p. 34-36 (3 pages) (lire en ligne),

### Ouvrages
- (en-US) John Updike (dir.), A Century of Arts and Letters: The History of the National Institute of Arts & Letters and the American Academy of Arts & Letters as Told, Decade by Decade, by Eleven Members, Columbia University Press, 20 mai 1998, 346 p. (ISBN 9780231102483).
- (en-US) Proceedings at the Laying of the Corner-Stone of the American Academy of Arts and Letters: New York City, November 19, 1921, Palala Press, 17 septembre 2015, 24 p. (ISBN 9781342963543),
- (en-US) Proceedings of the Special Meeting of the American Academy of Arts and Letters: Held at the University Club, New York, February 22, 1917, Palala Press, 27 avril 2016, 36 p. (ISBN 9781354839447),
- The World War, Utterances Concerning Its Issues and Conduct, by Members of the American Academy of Arts and Letters, Wentworth Press, 28 août 2016, 98 p. (ISBN 9781372889554),